# 10593 Susannesandra
10593 Susannesandra este un asteroid din centura principală de asteroizi.

## Descriere
10593 Susannesandra este un asteroid din centura principală de asteroizi. A fost descoperit pe 25 august 1996 la King City de Robert G. Sandness. Asteroidul prezintă o orbită caracterizată de o semiaxă mare de 3,13 ua, o excentricitate de 0,21 și o înclinație de 2,1° în raport cu ecliptica.